# No. 310 Squadron RAF
František BernardFrantišek Bernard{| class="wikitable float-right" style="margin-top: 0; text-align: center;"
|-
! colspan="2"| 310. Jagdstaffel der RAF
|-
|colspan="2"| 310. československá stíhací peruť RAF
|-
| colspan="2"| № 310 (Czechoslovak) Fighter Squadron
|- class="hintergrundfarbe2"
|colspan="2"| 
|-
|style="width:80px; text-align:left;"| Motto:
|style="width:190px; font-size:85%;"| We Fight To Rebuild
Wir kämpfen für den Wiederaufbau
|-
|style="text-align:left;"| Code:
| NN
|-
|style="text-align:left;"| Entstanden:
| 12. Juli 1940, Duxford
|-
|style="text-align:left;"| Aufgelöst
| 14. September 1945,
Praha – Kbely
|}
Die 310. Jagdstaffel der RAF war einer der vier RAF-Luftverbänden der tschechoslowakischen Exilarmee, die als Einheiten der Royal Air Force (RAF) an den Kämpfen der britischen Luftwaffe während des Zweiten Weltkriegs in Europa teilnahmen. Die Staffel leistete einen bedeutenden Beitrag in der Luftschlacht um England.

## Geschichte
Die 310. Jagdstaffel war die erste aller tschechoslowakischen Staffeln der Royal Air Force, die sich in Großbritannien formierte und an den Kämpfen teilgenommen hatte. Sie entstand am 10. Juli 1940 in Duxford, Cambridgeshire, aus Angehörigen der tschechoslowakischen Luftwaffe, die nach der Besetzung ihres Landes durch die Wehrmacht nach Frankreich flohen und dort Dienst taten. Nach dem Zusammenbruch Frankreichs kamen sie schließlich nach England. Nach einer Umschulung auf britischen Maschinen Hawker Hurricane Mk. I war sie am 18. August 1940 einsatzbereit und nahm an den Kämpfen der Luftschlacht um England im Rahmen der No. 12 Fighter Group (12. Jagdgruppe) des Fighter Command teil. In die ersten Kampfhandlungen wurde die Staffel am 26. August 1940 verwickelt, insgesamt konnte sie im Spätsommer und Herbst 1940 40 bestätigte und 11 unbestätigte Abschüsse sowie 6 beschädigte Feindmaschinen aufweisen.
1942 beteiligte sich die Einheit an Kämpfen über Frankreich, später dann eskortierte sie verschiedene Bomberflüge und beschützte Marinekonvois. Im Mai 1942 wurde sie in Exeter zusammen mit der 312. und 313. Staffel zum tschechoslowakischen Geschwader formiert. Im Juni 1943 wurde die Staffel wieder nach Schottland verlegt und beteiligte sich an der Verteidigung der Bucht Scapa Flow im Orkney-Archipel, wo sich der Hauptstützpunkt der britischen Flotte befand. Am 8. November 1943 wurden die Staffeln in die 84. Gruppe der 2. Taktischen Luftflotte (2nd Tactical Air Force – TAF) eingegliedert, um an der geplanten Operation Overlord – an der Invasion in der Normandie – teilzunehmen. Am 3. Juli 1944 wurde die 310. Staffel jedoch der Air Defence of Great Britain zugeteilt, um die Verteidigung des Luftraums über England und dem Kanal zu sichern; dennoch nahm sie auch an Operationen über dem Kontinent teil, so an der Operation Market Garden in den Niederlanden und an der Operation Varsity – an der alliierten Überquerung des Rheins.
Während der Kriegseinsätze wechselte die Einheit mehrmals die Stützpunkte und verwendete verschiedene Maschinen. Sie war nicht nur die tschechoslowakische Staffel, die am längsten in der RAF diente, sondern sie war auch die erfolgreichste: 54,5 abgeschossene feindliche Flugzeuge und 4 V1-Flugkörper, 20 wahrscheinliche Abschüsse sowie 32 beschädigte feindliche Flugzeuge.
Im August 1945 wurde die Staffel in die Tschechoslowakei überführt, um sich beim Aufbau der neuen Luftstreitkräfte des Landes zu beteiligen. Am 15. Februar 1946 wurde sie offiziell als eine Einheit der Royal Air Force aufgelöst.

## Übersichten

### Stützpunkte
Die 310. Staffel flog ihre Einsätze aus folgenden Stützpunkten:
| - Duxford, Cambridgeshire (seit 10. Juli 1940) - Martlesham Heath, Suffolk (seit 26. Juni 1941) - Dyce, Aberdeenshire (seit 20. Juli 1941) - Perranporth, Cornwall (seit 24. Dezember 1941) - Exeter, Devon (seit 7. Mai 1942) - Redhill, Surrey (seit 1. Juli 1942) - Exeter, Devon (seit 7. Juli 1942) - Redhill, Surrey (seit 16. August 1942) - Exeter, Devon (seit 21. August 1942) - Castletown, Caithness (seit 26. Juni 1943) - Ibsley, Hampshire (seit 19. September 1943) | - Mendlesham, Suffolk (seit 19. Februar 1944) - Hutton Cranswick, Yorkshire (seit 21. Februar 1944) - Mendlesham, Suffolk (seit 25. Februar 1944) - Appledram, Sussex (seit 3. April 1944) - Tangmere, Sussex (seit 22. Juni 1944) - Lympne, Kent (seit 1. Juli 1944) - Digby, Lincolnshire (seit 11. Juli 1944) - North Weald, Essex (seit 28. August 1944) - Bradwell Bay, Essex (seit 29. Dezember 1944) - Manston, Kent (seit 27. Februar 1945) |

### Flugzeuge

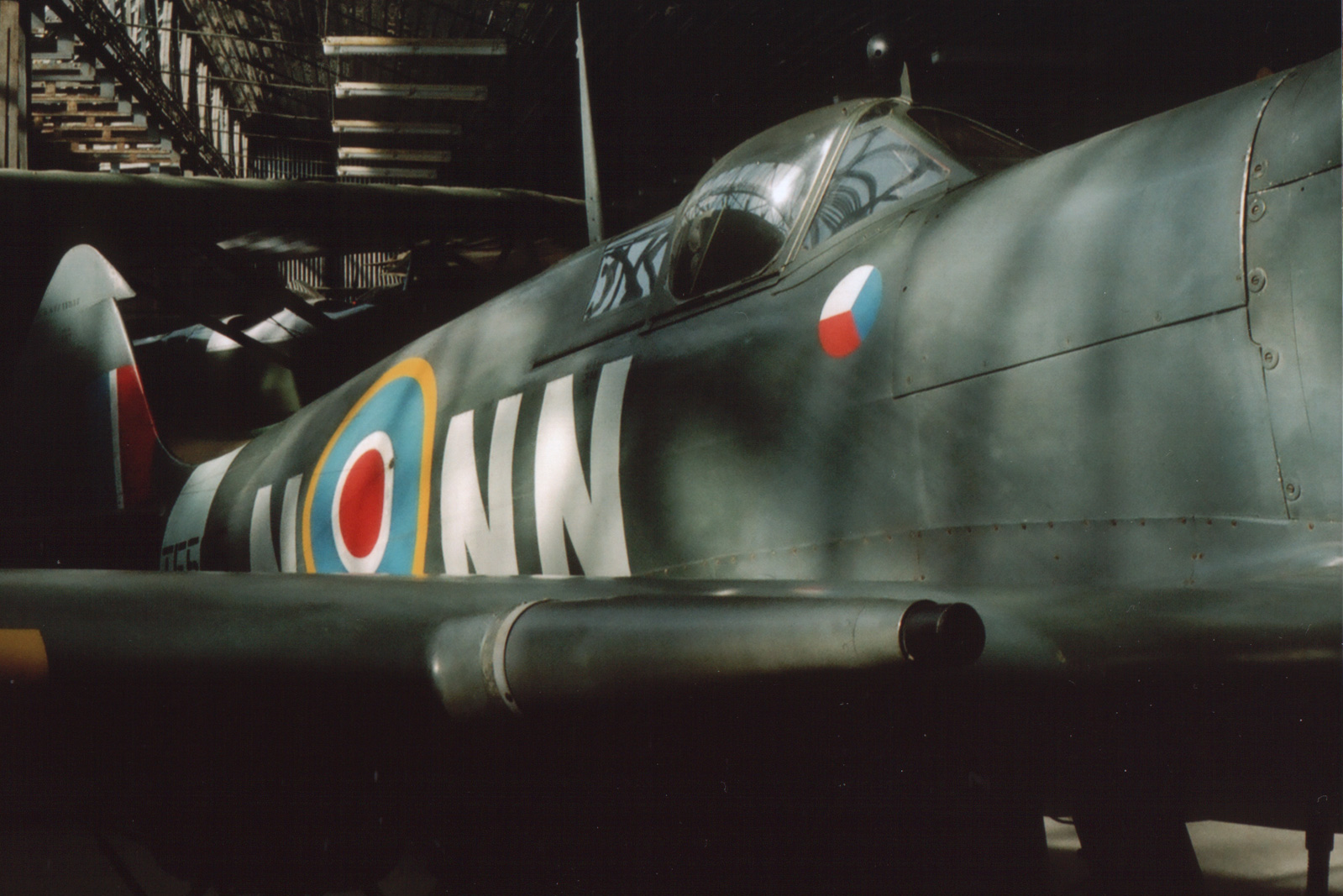
Supermarine Spitfire Mk.IX der 310. Staffel (Technisches Nationalmuseum in Prag)

Die Staffel wurde mit verschiedenen Typen der Jagdflugzeuge Hawker Hurricane und Supermarine Spitfire ausgestattet:
- Hawker Hurricane I, IIA, IIB
- Supermarine Spitfire IIA, VB, VC, HF VI, LF IXC, LF IXE, F IX, VB, F IX, LF IXE

### Personal und Verluste
Von den 9 Kommandeuren der 310. Staffel waren zwei Briten, von den 10 Kommandeuren des Schwarms A waren zwei Briten und von den 14 Kommandeuren des Schwarms B waren drei Briten. Die Verluste am Personal der 310. Staffel der RAF während des Krieges betrugen 31 Personen.
| Kommandanten der Gesamtstaffel  |                         |
| Alexander Hess                  | 12.07.1940 – 28.02.1941 |
| George D.M. Blackwood *)        | 12.07.1940 – 01.01.1941 |
| František Weber                 | 28.02.1941 – 07.04.1942 |
| Jerrard J. Jefferies-Latimer *) | 01.01.1941 – 07.07.1941 |
| František Doležal               | 07.04.1942 – 15.01.1943 |
| Emil Foit                       | 15.01.1943 – 13.01.1944 |
| Hugo Hrbáček                    | 13.01.1944 – 21.05.1944 |
| Václav Rada                     | 21.05.1944 – 15.09.1944 |
| Jiří Hartman                    | 15.09.1944 – ČSR        |
| Kommandanten des Schwarms "A"   |                         |
| Jaroslav Malý                   | 12.07.1940 – 12.12.1940 |
| Gordon J. Sinclair *)           | 12.07.1940 – 12.12.1940 |
| František Doležal               | 12.12.1940 – 07.04.1942 |
| Patrick B.G. Davies *)          | 12.12.1940 – 29.08.1941 |
| Václav Bergman                  | 07.04.1942 – 01.10.1942 |
| Vladislav Chocholin             | 01.10.1942 – 01.02.1943 |
| Hugo Hrbáček                    | 01.02.1943 – 15.10.1943 |
| Jiří Hartman                    | 15.10.1943 – 11.08.1944 |
| Miroslav Diviš                  | 11.08.1944 – 06.01.1945 |
| Karel Drbohlav                  | 06.01.1945 – ČSR        |
| Kommandanten des Schwarms „B“   |                         |
| František Rypl                  | 12.07.1940 – 10.12.1940 |
| Jerrard J. Jefferies *)         | 12.07.1940 – 01.01.1941 |
| František Weber                 | 10.12.1940 – 28.02.1941 |
| M.W.B. Knight *)                | 15.02.1941 – 08.03.1941 |
| Svatopluk Janouch               | 28.02.1941 – 29.05.1941 |
| Crelin W. Bodie *)              | 08.03.1941 – 03.06.1941 |
| Miloslav Kredba                 | 29.05.1941 – 14.02.1942 |
| Emil Foit                       | 14.02.1942 – 15.11.1942 |
| František Burda                 | 15.11.1942 – 27.02.1943 |
| Jiří Hartman                    | 27.02.1943 – 01.06.1943 |
| Vladislav Chocholin             | 01.06.1943 – 24.09.1943 |
| Bohuslav Kimlička               | 24.09.1943 – 06.12.1943 |
| Václav Raba                     | 06.12.1943 – 21.05.1944 |
| František Bernard               | 22. 5.1944 – ČSR        |